# گالنا تریتوری، ایلینوی
گالنا تریتوری (به انگلیسی: The Galena Territory) یک منطقهٔ مسکونی در ایالات متحده آمریکا است که در شهرستان جو دویس، ایلینوی واقع شده‌است. گالنا تریتوری ۱٬۰۵۸ نفر جمعیت دارد و ۲۷۴٫۰۲ متر بالاتر از سطح دریا واقع شده‌است.